# Робінзон Крузо
«Робінзо́н Кру́зо» (англ. «Robinson Crusoe») — роман Даніеля Дефо, вперше опублікований 25 квітня 1719 р. Перше видання роману натякало, що автором книги є головний герой Робінзон Крузо, що змусило багатьох читачів повірити, що він справжня особа, а книга — тревелог про справжні події.
Роман описує життя британського моряка Робінзона Крузо, котрий після кораблетрощі прожив 28 років на безлюдному острові. Зіткнувшись із дикою природою, Крузо проявляє винахідливість, облаштовує господарство, а пізніше долучає до цивілізації дикуна П'ятницю та зрештою повертається додому.
Роман дав початок цілому піджанру пригодницької літератури, який отримав назву робінзонада.

## Загальна інформація
Перший твір було написано як автобіографію, це щоденник головного героя, британського моряка, який через кораблетрощу прожив на безлюдному тропічному острові в гирлі річки Оріноко 28 років, 2 місяці й 19 днів.
Повна назва твору «Життя та незвичайно-дивовижні пригоди Робінзона Крузо, моряка з Йорка, який прожив 28 років у цілковитій самотності на безлюдному острові біля берегів Америки поблизу гирла річки Оріноко, куди його викинуло через кораблетрощу, у якій весь екіпаж корабля крім нього загинув, з викладом його несподіваного звільнення піратами; написані ним самим». Книга започаткувала класичний англійський роман і породила моду на псевдодокументальну художню прозу; її нерідко називають першим «справжнім» романом англійською мовою.
В основу першого твору покладено епізод з життя Александра Селкірка, шотландського моряка, боцмана судна «Cinque Ports» («Сенк Пор»). Селкірк мав задерикуватий характер і погано уживався, тому 1704 р., після сварки з капітаном,  за власним проханням його висадили на безлюдному острові у Тихому океані, забезпечивши зброєю, провізією, насінням та інструментами. На острові він прожив чотири роки і чотири місяці — до 1709 р.[джерело?]
Острів до 1966 р. називався Мас е Тьєра (ісп. Más a Tierra, Велика земля), а тепер це острів Робінзона Крузо, що належить Чилі.
У серпні 1719 Дефо видав продовження — роман «Наступні пригоди Робінзона Крузо», через рік — «Серйозні роздуми Робінзона Крузо».

## Сюжет

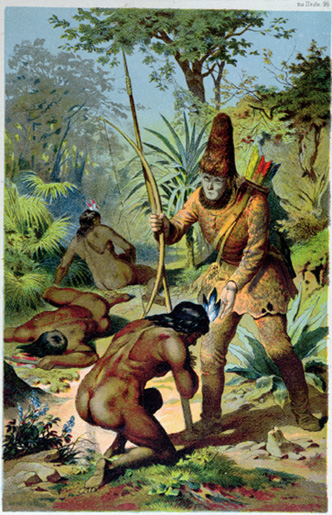
Робінзон Крузо та П'ятниця

Книгу написано як вигадану автобіографію Робінзона Крузо, жителя Йорка, який мріяв про подорожі по далеких морях. Всупереч волі батька, 1651 року він покидає рідну домівку і вирушає з приятелем у своє перше морське плавання. Воно закінчується кораблетрощею біля англійських берегів. Проте це не розчарувало Крузо, і незабаром він здійснив декілька подорожей на торговому судні. В одній з цих подорожей біля берегів Африки його корабель захопили берберські пірати і Крузо два роки пробув у полоні, поки не втік на баркасі. Його підбирає португальський корабель, що йде до Бразилії. Тут він живе наступні чотири роки, стає власником плантації.
Бажаючи швидше розбагатіти, він бере участь у нелегальному торговому рейсі до Африки за чорними невільниками. Однак корабель потрапляє в шторм і сідає на мілину біля невідомого острова недалеко від гирла ріки Оріноко. Крузо — єдиний уцілілий з екіпажу — уплав дістався до острова, який виявився безлюдним. Подолавши відчай, він рятує з корабля всі потрібні інструменти й припаси, перш ніж той остаточно зруйнують шторми. Влаштувавшись на острові, він будує собі добре укрите і захищене житло, вчиться шити одяг, робити посуд з глини, вирощує ячмінь та рис. Також він зміг приручити диких кіз, які водилися на острові, так отримує постійне джерело м'яса і молока, а також шкури для виготовлення одягу.
Досліджуючи острів багато років, Крузо виявляє сліди дикунів-канібалів, які іноді відвідують різні частини острова і влаштовують людожерські бенкети. Під час одного з таких візитів він рятує полоненого дикуна, якого збиралися з'їсти. Він навчає тубільця англійської мови і називає його П'ятницею, тому що врятував його саме в цей день тижня. Крузо з'ясовує, що П'ятниця родом з Тринідаду, який можна побачити з протилежної частини острова, і що його захопили в полон під час битви між індіанськими племенами.
Під час наступного візиту канібалів на острів Крузо з П'ятницею нападають на дикунів і рятують ще двох бранців. Один з них — батько П'ятниці, а другий — іспанець, корабель якого також зазнав аварії. Крім нього з корабля врятувалися ще понад десяток іспанців і португальців, що потрапили у безвихідне становище до дикунів на материку. Крузо вирішує відправити іспанця разом з батьком П'ятниці на човні, щоб привезти його товаришів на острів і спільними зусиллями побудувати корабель, на якому вони всі могли б відплисти до цивілізованих берегів. Поки Крузо очікував повернення іспанця з його командою, до острова прибув невідомий корабель. Цей корабель захопили бунтівники, вони збиралися висадити на острів капітана з відданими йому людьми. Крузо і П'ятниця звільняють капітана і допомагають йому повернути контроль над судном. Найменш надійних заколотників залишають на острові, а Крузо, після 28 років на острові, залишає його і 1687 року повертається в Англію, до своїх родичів, які вважали, що він давно загинув.
Крузо вирушає в Лісабон, щоб отримати прибуток за свою плантацію в Бразилії, яка працювала весь цей час. Він стає дуже багатим. Далі перевозить своє багатство по суші в Англію, щоб уникнути подорожі морем. П'ятниця супроводжує його, і по дорозі вони потрапляють в останню спільну пригоду, коли борються з голодними вовками і ведмедем під час перетину Піренеїв.

## Продовження

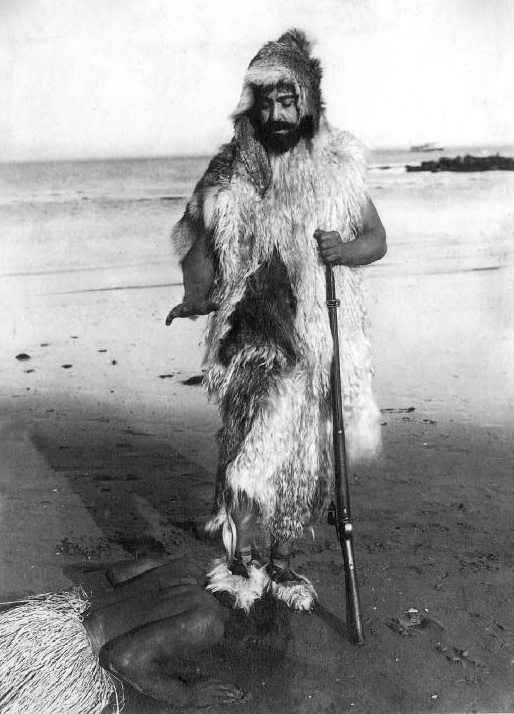
Кадр з фільму «Робінзон Крузо», 1913 р.

Другий роман — «Наступні пригоди Робінзона Крузо» (англ. The Farther Adventures of Robinson Crusoe) — менш відомий. У ньому старий Робінзон, відвідавши свій острів і втративши П'ятницю, доплив по торговельних справах до берегів Південно-Східної Азії і змушений добиратися до Європи через всю Росію, щоб з Архангельська відплисти в Англію.
Існує і третя книга Дефо про Робінзона Крузо, «Серйозні роздуми Робінзона Крузо» (англ. Serious Reflections of Robinson Crusoe), це збірка есеїв на моральні теми. Ім'я Робінзона Крузо автор ужив для того, щоб привернути інтерес публіки до цього твору.

## Значення
Роман Дефо став літературною сенсацією і породив безліч наслідувачів. Він зобразив невичерпні можливості людини в освоєнні природи й боротьбі з ворожим їй світом. Ця ідея співзвучна ідеології раннього капіталізму й епохи Просвітництва. Тільки в Німеччині за сорок років після публікації першої книги про Робінзона, вийшло понад сорок «робінзонад».
Джонатан Свіфт оскаржив оптимізм світогляду Дефо у своїй тематично близькій книзі «Мандри Гуллівера» (1727)[джерело?].

## Переклади українською
Перший вільний переклад-переказ українською мовою «Робінзона Крузо» Дефо — «Робінзон Крузо. Повість поучительна для молодежи» 1877 року зробив Орест Авдиковський (Львів, 1877). Згодом, Борис Грінченко також створив скорочений переклад-переказ Робінзона Крузо 1891 року українською (Київ, 1891 та Чернігів, 1894) — «Робінзон. Оповідання про те, як один чоловік по чужих краях мандрував і як він на острові серед моря жив. Записав Б. Чайченко». 
Скорочений переказ першої частини роману Дефо зробив Антін Павенський — «Пригоди Робінзона Крузо» — у Львові 1900 року, й трохи розширений — 1906 року. Найближчим до оригіналу перших двох частин роману був переклад Костянтини Малицької (Львів, 1903). Марійці Підгірянці належить одна з перших українських інтерпретацій роману – вільний переклад «Робінзона Крузо» із чеської (Ужгород, 1924). Майстерним інтерпретатором твору в 1930 роках був Юрій Шкрумеляк.
Чотири редакції перевидань (Василя Мисика (1934), Володимира Державіна (1938), Олени Хатунцевої (1965, 1978) та Євгена Крижевича (1985)) витримав текст Галини Орлівни 1927 року. 1978 року роман перевидано знову в редакції Хатунцевої (Одеса: Маяк), а 2004 та 2013 року — у редакції Державіна (Харків: Фоліо)[джерело?].
В останні роки цей роман багато перекладали українською мовою, з'являлися ціла плеяда перекладів, як от переклади Олени Заміховської (2003), Галини Грітчин та Наталі Бордуков (2006), О. В. Кузьменка (2007), Наталі Тисовської (2009, 2010, 2011, 2012), Ірини Чернової (2011, переклад з російської), Володимира Верховинця (?) тощо[джерело?]. 
Без вказування автора перекладу були видання Робінзона Крузо 1978 року (Київ: Молодь), 1993 року (Київ : Котигорошко) та 2003 року (Харків: МОСТ, Харків: Торнадо). 1919 року у Вінніпезі, накладом Руської Книгарні вийшов переклад невідомого перекладача під псевдо К.М. 1929 року у Львові невідомий перекладач під псевдо Г.М. видав Робінзона Крузо накладом М. Матвійчука.